# Ilha Apipé

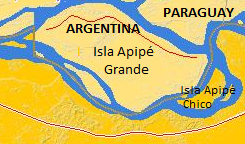
Mapa da Ilha Apipé, Argentina

Isla Apipé ou Isla Apipé Grande é uma ilha argentina com cerca de 25 km de comprimento no rio Paraná, na fronteira com o Paraguai. 
A ilha Apipé faz parte da província de Corrientes, mas a ilha é separada do resto da província por um canal do rio Paraná que pertence ao Paraguai. A ilha e outras ilhotas estão assim rodeadas por águas paraguaias, formando dessa maneira um enclave.